# Moschea di Dolmabahçe
La moschea di Dolmabahçe è una moschea imperiale ottomana situata a Istanbul, in Turchia.